# Arbejdernes Fællesbageri
Arbejdernes Fællesbageri også kendt som Rutana var et kooperativt bageri i København startet i 1886 og lukket i 1980. I oktober 1981 lagde fabrikken bygninger til et kendt BZ-aktion.

## Grundlæggelse og virksomhed
Virksomheden Arbejdernes Fællesbageri blev stiftet 11. november 1886 og flyttede oktober 1887 ind i nyopførte fabriksbygninger på adressen Nannasgade 5. Initiativet fremkom på Snedkerforbundets kongres 20.-22. august 1886, hvor pianofortearbejder A. Hingsberg fremsætter forslaget om en kooperativ brødfabrik. 
Virksomheden påbegyndtes i et lejet bageri på Lyngbyvej. En aktiekapital på 10,000 kr. tilvejebragtes ved tegning af aktier på 10 kr. Aktiekapitalen må kun forrentes med 4 %, og ingen personlig aktionær har mere end 1 stemme, uanset hvor stort et antal aktier han ejer. Aktiekapitalen er senere udvidet til 350.000 kr. vedtegning af præferenceaktier, der forrentes med højst 5 %, udstedt til fagforbund og -foreninger samt kooperative virksomheder.
Den første bestyrelse bestod af formand for Bagernes Fagforening C. Emcken, forretningsfører for Snedkerforbundet i Danmark, senere bestyrer af Bryggeriet Stjernen, G. Chr. Olsen (1857-1923) og formand for Malernes Fagforening, senere overpræsident, Jens Jensen. Til forretningsfører for bageriet valgtes snedkermester C.C. Andersen, senere medlem af Landstinget, der bestyrede virksomheden indtil sin død 1932. Direktionen bestod i 1950 af H. Holm (ansat februar 1932) og Jørgen Christensen (underdirektør 1948, meddirektør august 1950). Bestyrelse bestod da af: Fhv. minister fru Fanny Jensen, fhv. minister Ludvig Christensen og borgerrepræsentant Frederik Vedsø.
Under navne som Vitana, Fultana, Sitana, Nutana og Rutana sørgede det arbejderstyrede kooperativ for at arbejderne fik billigt og godt rugbrød at spise. Lignende initiativer blev siden hen taget i andre byer i landet til gode for arbejderne, som ellers var tvunget til at købe dyrt brød på det frie marked.
De mange bagerier gik sammen i De Sammensluttede Fællesbagerier (der senere blev døbt Rutana-sammenslutningen), der i 1941 omfattede i alt 39 fællesbagerier. Men i 1970 var der kun 25 fællesbagerier tilbage i sammenslutningen og i perioden fra 1978 til 1984 var tilbagegangen voldsom, og næsten alle bagerierne blev lukket ned.
I 1893 fik Fællesbageriet i Nannasgade eget mølleri, og fabrikkens karakteristiske 40 meter høje kornsilo stod færdig i 1948. Fabrikken beskæftigede 295 arbejdere i året 1959. I 1902 opførtes en ny bygning, hvorved bageriets produktionsevne udvidedes meget betydeligt, ligesom senere forskellige udvidelser har fundet sted. Den stigende omsætning omkring midten af 1900-tallet krævede en udvidelse og modernisering af møllen, og i 1940 blev opført et helt nyt bageri, hvorved antallet af bageriets ovne blev tredoblet.
Efterhånden som Fællesbageriet erobrede markedsandele, blev det ikke lige populært blandt alle samfundslag: Da bagermarkedet blev trængt under 1. verdenskrig udbrød bagerlavets oldermand, folketingsmanden Johannes Pitzner de berømmelige ord: ”Gid fanden annamme det forbandede socialistbageri på Nørrebro!”
Arbejdernes Fællesbageri stiftede i 1899 Arbejdernes Kødforsyning og i 1935 oprettedes egen pølsefabrik. I 1901 stiftede det Bryggeriet Stjernen som selvstændig virksomhed.

## Nedgangstid
Virksomheden udvidede gradvist produktionen og overlevede helt indtil september 1980, hvor bageriet lukkede og ca. 125 arbejdspladser gik tabt. Fabrikken i København var ellers meget moderne: I 1966 blev den moderniseret og gik som den første rugbrødsfabrik fra tidskrævende portionsbagning af rugbrød over til en kontinuerlig proces; altså rugbrød på samlebånd.
Så sent som i foråret 1980 så det ud til at være muligt at skaffe kapital til fabrikkens videreførelse, herunder et millionbeløb fra FDB. Videreførelsen af produktionen forudsatte dog en prisforhøjelse af fabrikkens brød, og forhøjelsen blev godkendt af monopoltilsynet, men ikke af FDB. Eftersom adskillige leverandører til fabrikken samtidig krævede store kontante udbetalinger, besluttede bestyrelsen en betalingsstandsning, der kort efter medførte fabrikkens endegyldige lukning.

## Efter lukningen
Den 15. oktober 1981 blev fabrikken besat ved en af BZ-bevægelsens første store aktioner. Fabrikken blev holdt besat af Initiativgruppen i to timer, førend politiet smed BZ'erne ud. Igen i april 1983 besattes Rutana og bz'erne sendte piratradio fra silotårnet. 
Det var en spektakulær begivenhed, da brødfabrikkens store silobygning i 1985 blev sprængt bort for at gøre plads til nyt boligbyggeri på grunden mellem Nannasgade og Mimersgade. Silobygningen med navnet Vitana på toppen kunne ses videnom og havde været et vartegn for Mimersgadekvarteret i henved 50 år.